# 백지장부
백지장부(empty book, blank book) 또는 미기입 장부는 어떤 심각한 주제를 다루는 것처럼 제목이 되어 있지만, 내용 페이지는 의도적으로 비워져 있는 노블티 서적이다. 농담은 책 제목이 주장하는 것에 대한 답이 "아무것도 없다"는 것이다.
이러한 제목의 책들은 풍자나 논쟁을 시도하며 상업적으로 성공을 거두었다. 2017년 가디언은 정치적 백지장부 출판 경향이 "정치적 패러디라는 고귀한 예술이 단 하나의 농담으로 전락하여 말을 피하게 만들었다"고 논평했다.

## 백지장부 목록
이 목록에는 ISBN이 있거나 저자와 관련 없는 신뢰할 수 있는 출처에서 다뤄진 백지장부가 출판 순서대로 포함되어 있다. 이 책들은 페이지가 비어 있는 한, 책 디자인 특성(예: 본문 앞 부록, 목차, 페이지 번호 등)을 가질 수 있다.
- A record of the statesmanship and political achievements of Gen. Winfield Scott Hancock, regular Democratic nominee for president of the United States (1880). 1880년 미국 대통령 선거의 민주당 후보였던 윈필드 스콧 핸콕을 공격하는 정치 팸플릿.
- 달키스 백작의 정치적 업적 (1880). 윌리엄 몬태규 더글러스 스콧, 제6대 버클루 공작을 공격하는 정치 팸플릿. 영국 총리 윌리엄 유어트 글래드스턴은 자유당 소속으로 미들로디언 (영국 의회 선거구, 1708년–1918년)에서 보수당 소속 더글러스 스콧을 이기고 예상을 뒤엎는 승리를 거두었다.
- 익명 (1968): All of the Accomplishments of Spiro Agnew. 출판 당시 메릴랜드 주지사이자 리처드 닉슨의 러닝메이트였던 스피로 애그뉴를 풍자하는 것으로, 스피로 애그뉴의 발라드의 영감이 되었을 가능성이 있다.
- Sussol, Max (1986). O Que Se Pode Fazer Sexualmente Após 80 Anos (브라질 포르투갈어 번역: "80세 이후에 성적으로 무엇을 할 수 있는가"). 120개의 빈 페이지. ISBN 979-0090017033.[2]
- Simove, Sheridan (2011). 《What Every Man Thinks About Apart from Sex.》. Summersdale. ISBN 978-1849531986. 영국 대학생들 사이에서 노트북으로 인기를 끌었다.[3]
- Ferguson, Rich (2011년 3월 16일). 《What Men Know About Women》. Self-published. ISBN 978-1460993781. 이 주제에는 여러 변형이 있다. 예를 들어, Alan Francis의 Everything Men Know About Women.[4]
- Moncrief, Jimmy (2011). 《Everything 오바마 Knows About the Economy》. Self-published. ISBN 978-0980074239.[5]
- Simove, Sheridan (2012년 8월 1일). 《Fifty Shades of Gray》. Self-published. ISBN 978-0956827845. 이것은 회색의 다양한 색조로 된 200페이지의 빈 페이지 모음이었다. 소설 그레이의 50가지 그림자의 출판사로부터 법적 조치 후 유통이 중단되었다.[6]
- Cuthbertson, Steven J. (2014년 6월 1일). 《The Wit and Wisdom of Nigel Farage》. Ebury Press. ISBN 978-0091960094. 나이절 패라지의 실제 발언이 포함되어 있다고 믿고 구매한 영국 독립당 지지자들을 화나게 했다.[7]
- Alystiam, Ann (2016년 11월 25일). 《Surprising Reasons to Believe 트럼프 Will Be a Great President!》. Self-published. ISBN 978-0991068944. 가명으로 전 오리건 퍼스트 레이디 실비아 헤이즈가 집필했다.[8]
- King, David (2016년 11월 30일). 《Why Trump Deserves Trust, Respect and Admiration》. Self-published. ISBN 978-1540743220.[9]
- Knowles, Michael J. (2017년 2월 8일). 《민주당에 투표해야 하는 이유: A Comprehensive Guide》. Self-published. ISBN 978-1543024975. Amazon.com 베스트셀러였으며 도널드 트럼프가 트위터에서 홍보했다.[1]
- Voll, Assaf (2017년 6월 12일). 《팔레스타인 민족의 역사》. Self-published. ISBN 978-1546831242. "Amazon.com 베스트셀러" (543번째로 많이 팔린 책)였으나, 나중에 삭제되었다.[10]
- Dusash, Jason (2024년 9월 29일). 《The Achievements of Kamala Harris》. Barnes & Noble. ISBN 9798331485788.